# Kanton Mennetou-sur-Cher
Kanton Mennetou-sur-Cher (francouzsky Canton de Mennetou-sur-Cher) je francouzský kanton v departementu Loir-et-Cher v regionu Centre-Val de Loire. Tvoří ho osm obcí.

## Obce kantonu
- La Chapelle-Montmartin
- Châtres-sur-Cher
- Langon
- Maray
- Mennetou-sur-Cher
- Saint-Julien-sur-Cher
- Saint-Loup
- Villefranche-sur-Cher